# Neschovávejte se, když prší
Neschovávejte se, když prší je československý film z roku 1962.
- Režie: Zbyněk Brynych
- Hrají: Jaroslava Tvrzníková, Josef Abrhám, Bohumil Šmída, Ilja Prachař, Miroslav Horníček